# ウィンストン・ジョージ
ウィンストン・ジョージ（Winston Oudkerk George、1987年5月19日 ‐ ）は、ガイアナ・ジョージタウン出身の陸上競技選手。専門は短距離走。2014年に400mで45秒57のガイアナ記録を樹立し、現在までにガイアナ記録を45秒16まで塗り替えている。

## 経歴
2014年6月14日のダイヤモンドリーグ・アディダスグランプリ男子400mで45秒57のガイアナ新記録（当時）を樹立。自己ベストを0秒20更新するとともに、1996年にリチャード・ジョーンズ（Richard Jones）が樹立したガイアナ記録を0秒08更新した。
2015年6月14日の全米陸上競技連盟・東部地域選手権（United States of America Track and Field federation's Eastern Regional Championships）男子400mで45秒31のガイアナ新記録（当時）を樹立した。
2015年8月23日の北京世界選手権男子400m予選で45秒25のガイアナ新記録（当時）を樹立したが、準決勝に着順で進出できる3着以内には入れず、タイムで拾われるには0秒17及ばず予選敗退に終わった。
2017年6月23日の南アメリカ選手権 (en) 男子400m決勝を45秒42で制し、初の南アメリカチャンピオンに輝いた。また、これは98年の歴史を誇る南アメリカ選手権において、ガイアナの男子選手が獲得した初の金メダルという快挙だった（全ての種目を通じて）。
2017年7月15日に自国ガイアナのレオノーラで開催されたアリアン・ポンペイ招待（Aliann Pompey Invitational）に出場し、男子200mと男子400mで自己ベストをマークした。最初に出場した男子400mで45秒16のガイアナ新記録を樹立すると、1時間45分後に行われた男子200mではロンドン世界選手権の参加標準記録（20秒44）を破る20秒41（+0.1）をマークした。

## 自己ベスト
記録欄の（　）内の数字は風速（m/s）で、+は追い風を意味する。
| 種目 | 記録          | 年月日        | 場所         | 備考             |
| 屋外 | 屋外          | 屋外          | 屋外         | 屋外             |
| ---- | ------------- | ------------- | ------------ | ---------------- |
| 100m | 10秒47 (+1.3) | 2017年5月6日  | ニューヨーク |                  |
| 200m | 20秒41 (+0.1) | 2017年7月15日 | レオノーラ   |                  |
| 400m | 45秒16        | 2017年7月15日 | レオノーラ   | ガイアナ記録     |
| 室内 |               |               |              |                  |
| 200m | 20秒76        | 2018年2月10日 | ボストン     | 室内ガイアナ記録 |
| 300m | 33秒57        | 2016年1月24日 | ニューヨーク |                  |
| 400m | 46秒76        | 2018年2月10日 | ボストン     | 室内ガイアナ記録 |

## 主要大会成績
備考欄の記録は当時のもの
| 年   | 大会                                | 場所             | 種目    | 結果   | 記録            | 備考         |
| ---- | ----------------------------------- | ---------------- | ------- | ------ | --------------- | ------------ |
| 2011 | アルバ競技大会 (en)                 | バルキシメト     | 200m    | 3位    | 20秒84 (+2.4)   |              |
| 2011 | アルバ競技大会 (en)                 | バルキシメト     | 400m    | 2位    | 45秒86          |              |
| 2011 | アルバ競技大会 (en)                 | バルキシメト     | 4x100mR | 2位    | 40秒07 (3走)    |              |
| 2011 | アルバ競技大会 (en)                 | バルキシメト     | 4x400mR | 3位    | 3分10秒49 (4走) |              |
| 2011 | パンアメリカン競技大会 (en)         | グアダラハラ     | 200m    | 予選   | 24秒17 (+0.6)   |              |
| 2011 | パンアメリカン競技大会 (en)         | グアダラハラ     | 400m    | 予選   | 46秒93          |              |
| 2012 | オリンピック                        | ロンドン         | 400m    | 予選   | 46秒86          |              |
| 2013 | 中央アメリカ・カリブ選手権 (en)     | モレリア         | 200m    | 7位    | 20秒67 (+0.5)   |              |
| 2013 | 中央アメリカ・カリブ選手権 (en)     | モレリア         | 400m    | 予選   | 46秒94          |              |
| 2013 | 世界選手権                          | モスクワ         | 200m    | 予選   | 20秒88 (+0.2)   |              |
| 2013 | イスラム諸国連帯競技大会 (en)       | パレンバン       | 200m    | 2位    | 20秒77          |              |
| 2013 | イスラム諸国連帯競技大会 (en)       | パレンバン       | 400m    | 2位    | 46秒10          |              |
| 2014 | 南アメリカ競技大会 (en)             | サンティアゴ     | 200m    | 5位    | 20秒77 (-1.0)   |              |
| 2014 | 南アメリカ競技大会 (en)             | サンティアゴ     | 400m    | 4位    | 46秒15          |              |
| 2014 | 英連邦競技大会 (en)                 | グラスゴー       | 200m    | 準決勝 | 20秒88 (+0.3)   |              |
| 2014 | 英連邦競技大会 (en)                 | グラスゴー       | 400m    | 準決勝 | 46秒38          |              |
| 2014 | 英連邦競技大会 (en)                 | グラスゴー       | 4x100mR | 予選   | DQ (3走)        |              |
| 2014 | 中央アメリカ・カリブ海競技大会 (en) | ハラパ           | 200m    | 予選   | DNF             |              |
| 2014 | 中央アメリカ・カリブ海競技大会 (en) | ハラパ           | 400m    | 5位    | 46秒33          |              |
| 2014 | 中央アメリカ・カリブ海競技大会 (en) | ハラパ           | 4x100mR | 5位    | 39秒74 (3走)    |              |
| 2015 | パンアメリカン競技大会 (en)         | トロント         | 400m    | 6位    | 45秒58          |              |
| 2015 | 世界選手権                          | 北京             | 400m    | 予選   | 45秒25          | ガイアナ記録 |
| 2016 | オリンピック                        | リオデジャネイロ | 400m    | 予選   | 45秒77          |              |
| 2017 | イスラム諸国連帯競技大会 (en)       | バクー           | 200m    | 3位    | 20秒62 (+0.6)   |              |
| 2017 | イスラム諸国連帯競技大会 (en)       | バクー           | 400m    | 2位    | 45秒69          |              |
| 2017 | 南アメリカ選手権 (en)               | アスンシオン     | 400m    | 優勝   | 45秒42          |              |
| 2017 | 世界選手権                          | ロンドン         | 200m    | 準決勝 | 20秒74 (+0.3)   |              |
| 2017 | 世界選手権                          | ロンドン         | 400m    | 予選   | 46秒02          |              |
| 2018 | 英連邦競技大会 (en)                 | ゴールドコースト | 200m    | 予選   | 21秒19 (+0.3)   |              |
| 2018 | 英連邦競技大会 (en)                 | ゴールドコースト | 400m    | 準決勝 | 47秒25          |              |